# Stad Amsterdam
Die Stad Amsterdam (Stadt Amsterdam) ist ein Dreimast-Klipper mit stählernem Rumpf und Vollschiff-Takelung. Sie wurde im Jahre 2000 fertiggestellt und fährt unter niederländischer Flagge.

## Geschichte

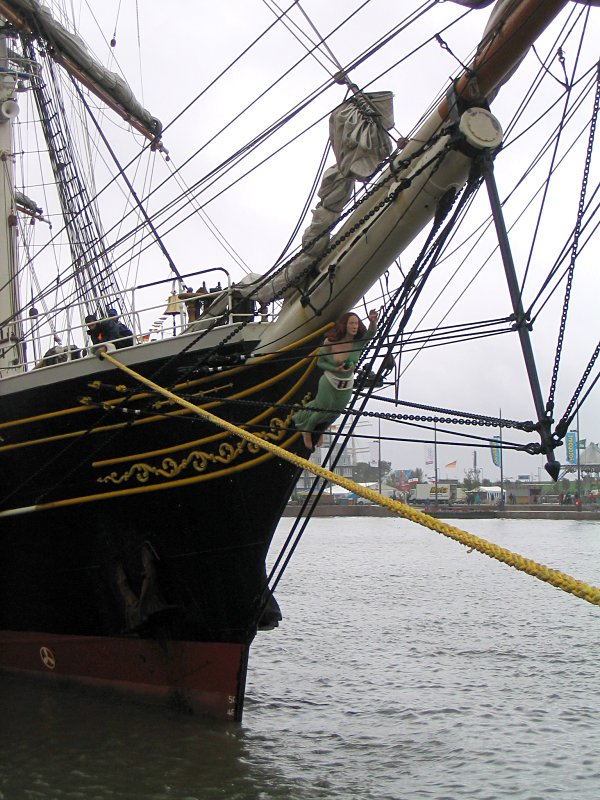
Galionsfigur

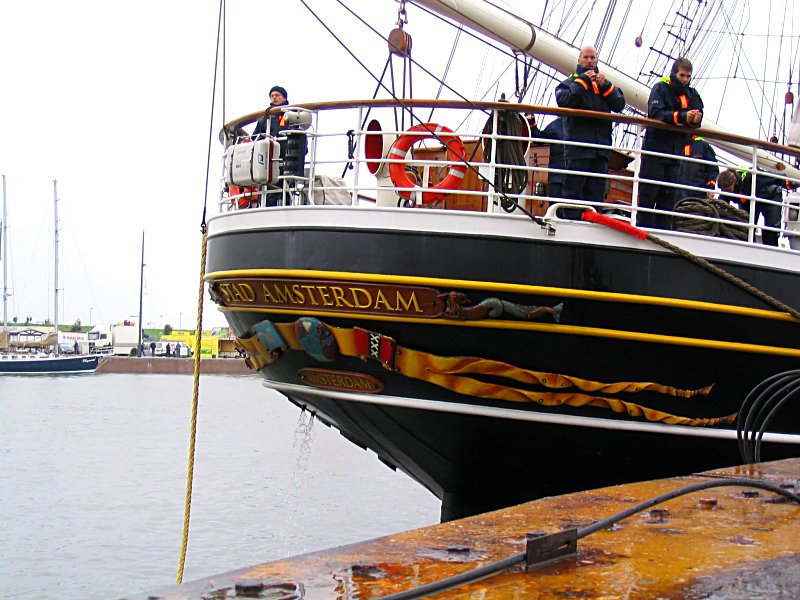
Heckansicht der Stad Amsterdam

Als Gemeinschaftsprojekt zwischen der Stadt Amsterdam und dem Personaldienstleister Randstad wurde im Dezember des Jahres 1997 mit dem Bau des Rumpfes auf der Damen Oranjewerf, Amsterdam, begonnen. Das Schiff wurde von dem Architekten Gerard Dijkstra in Anlehnung an die alten Klipper, insbesondere dem Fregattschiff Amsterdam aus der Mitte des 19. Jahrhunderts, entworfen, jedoch wurde auf den Einsatz von modernen Materialien wie Stahl für den Rumpf und technische Gerätschaften nicht verzichtet. Nach Fertigstellung des Rumpfes wurde der weitere Ausbau des Schiffes vor dem Schifffahrtsmuseum in Amsterdam fortgeführt.
Gebaut wurde das Schiff hauptsächlich von Arbeitssuchenden und Schulabgängern, denen damit eine Ausbildung und eine neue Perspektive gegeben wurde. Die Kosten beliefen sich auf  umgerechnet ca. 10. Mio. Euro.
Im Sommer wurde das Schiff schließlich auf den Namen Stad Amsterdam getauft und auf der Sail Amsterdam 2000 der Öffentlichkeit vorgestellt. Im Jahre 2005 war sie das Flaggschiff der Sail in Amsterdam.
Seitdem ist sie auf den Weltmeeren als Schul- und Charterschiff für Gäste unterwegs und nimmt auch an Regatten und Seglertreffen teil. Im Jahre 2001 gewann die Stad Amsterdam das Cutty Sark Tall Ships’ Race.